# Sýkora modřinka
Sýkora modřinka (Cyanistes caeruleus) je malý sýkorovitý pěvec.

## Taxonomie
Sýkoru modřinku poprvé popsal Carl Linné v roce 1758 v díle Systema naturae pod vědeckým názvem Parus caerulaus. Tvoří superdruh se sýkorou azurovou (Cyanistes cyanus) a sýkorou kanárskou (C. teneriffae). Rozlišuje se 11 poddruhů, z nichž se v Evropě vyskytuje prvních 7:
- C. c. obscurus (Prazák, 1894) – Britské ostrovy
- C. c. caeruleus (Linnaeus, 1758) – většina kontinentální Evropy
- C. c. ogliastrae (E. J. O. Hartert, 1905) – jih Pyrenejského poloostrova, Korsika a Sardinie
- C. c. balearicus (Jordans, 1913) – Malorca
- C. c. calamensis (Parrot, 1908) – Řecko
- C. c. satunini Zarudny, 1908 – Krym, Kavkaz a území od východního Turecka po Írán
- C. c. orientalis Zarudny & Loudon, 1905 – jih evropské části Ruska
- C. c. raddei (Zarudny, 1908) – severní Írán
- C. c. persicus (Blanford, 1873) – severozápadní Írán
- C. c. ultramarinus (Bonaparte, 1841) – severozápadní Afrika od Maroka východně po Tunisko
- C. c. cyrenaicae (E. J. O. Hartert, 1922) – Libye

Někteří autoři poslední dva severoafrické poddruhy spolu se sýkorou kanárskou označují za další samostatný druh sýkoru modrokřídlou (Cyanistes ultramarinus).

## Popis
- Délka těla: 11–13 cm
- Rozpětí křídel: 20 cm
- Hmotnost: 11 g

Menší než sýkora koňadra, s malou kulatou hlavou vmáčklou mezi ramena (působí dojmem, jako by neměla krk). Nejvýraznějšími znaky, kterými se liší od všech ostatních středoevropských druhů sýkor, jsou modré temeno a černý proužek přes oko. Hlava je jinak bílá, hřbet a kostřec olivově zelený a křídla modrá s úzkou bílou páskou. Spodina je žlutá s úzkým šedočerným středovým pruhem, ocas modrý bez bílého zbarvení. Nohy jsou tmavě modrošedé, oči hnědé. Obě pohlaví jsou zbarvena podobně, samice však bývá o něco matnější. Mladý pták má matnou čepičku a žluté tváře. Je velmi aktivní, na stromech se pohybuje kodrcavými poskoky podobně jako šoupálkovití, při hledání potravy často visí hlavou dolů. Létá pomalu a vlnkovitě.

## Hlas
Často a hlasitě se ozývá. Vábí rychlým „sisisydu“ s hlubším posledním tónem nebo jen ostrým „sisisi“, varuje chvějivým „cerretetetetet“. Zpěv má několik variant, nejčastěji „cií cií cií sirr“.

## Rozšíření
Hnízdí ve většině Evropy s výjimkou nejsevernějších oblastí, dále v severní Africe, Malé Asii a na Blízkém východě. Severní hranice v Evropě se ve Skandinávii pomalu posouvá k severu. Je převážně stálá, ovšem zvláště mladí ptáci a samice ze severních populací podnikají během některých zim delší potulky nebo tahové přesuny, které mohou občas dosáhnout až irupčního charakteru. Sýkora modřinka patří k nejpomaleji táhnoucím ptákům vůbec; průměrná denní vzdálenost uražená na tahu se pohybuje mezi 11 a 38 km. Evropská populace je odhadována na více než 20 milionů párů a druh je charakterizován jako zabezpečený. Obývá listnaté a smíšené lesy, méně jehličnaté porosty s vtroušenými listnáči a běžně také parky, zahrady a stromořadí.

## Výskyt v Česku
V ČR hnízdí dosti početně na celém území, nejpočetněji v nižších polohách do 800 m n. m. S vyšší nadmořskou výškou ubývá, ale ojediněle hnízdí i značně vysoko (v Krušných horách v 1200 m n. m., v Krkonoších v 1160 m n. m.). Celková početnost byla v letech 2001–2003 odhadnuta na 800 000 až 1 600 000 párů.

## Tah
Ptáci hnízdící v ČR jsou částečně tažní. Migrace na delší vzdálenosti jsou přitom téměř výlučně výsadou mladých ptáků, kteří byli již zaznamenáni i několik stovek kilometrů od rodiště (nejvzdálenější nález pochází z jižní Francie). Dospělí ptáci se naopak po celý rok zpravidla zdržují ve svých teritoriích nebo v jejich okolí.

## Hnízdění
Hnízdí jednotlivě a teritoriálně. Většinou je monogamní, ale běžně se objevuje i simultánní polygynie (1 samec hnízdí s 2–3 samicemi). Hnízdo je typicky v dutinách stromů nebo hnízdních budkách, méně často v hromadách dřeva, ve škvírách ve zdech, v pařezech, ve starých hnízdech jiných ptáků či veverek apod. Hnízdní budka by měla být vysoká 25 cm s rozměrem dna 12×13 cm a kulatým vletovým otvorem s průměrem 27–28 mm, aby ji nevypudily silnější sýkory koňadry. Stavebním materiálem je mech a tráva, kotlinka je vystlána srstí, žíněmi a peřím. Hnízdo staví pouze samice po dobu 4–12 dnů, občas s přinášením materiálu pomáhá i samec. Hnízdí 1–2× ročně od dubna do července, přičemž za zničenou snůškou následuje náhradní hnízdění. Kompletní snůška je v porovnání s mnoha jinými pěvci poměrně početná a většinou obsahuje 9–13 bílých, červenohnědě skvrnitých vajec o rozměrech 15,5 × 11,9 mm. Snášena jsou denně, někdy i ve vícedenních intervalech. Samice na vejcích sedí sama 12–14 dnů a samec ji během tohoto období přináší potravu. Pokud je její hnízdo ohrožováno, naježí chocholku na hlavě, začne vydávat syčivé zvuky a do predátora klovat. Mláďata jsou krmena oběma rodiči a hnízdo opouštějí ve stáří 15–23 dnů. S rodiči setrvávají i přes zimu a poprvé hnízdí ve druhém kalendářním roce života.
Úspěšnost hnízdění silně kolísá hlavně vlivem predace a počasí. Ve 129 československých hnízdech činily ztráty na vejcích 14,8 % a ve 121 československých hnízdech ztráty na mláďatech 7,3 %. Nejvyšší známý věk je 11 let a 1 měsíc.

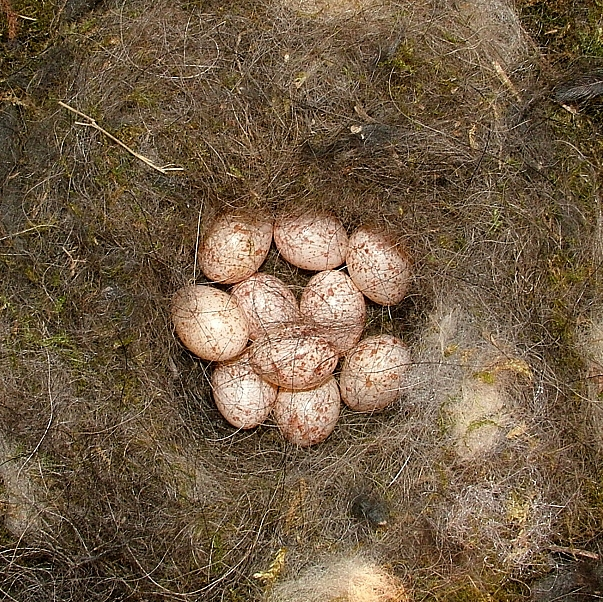
Hnízdo s vejci
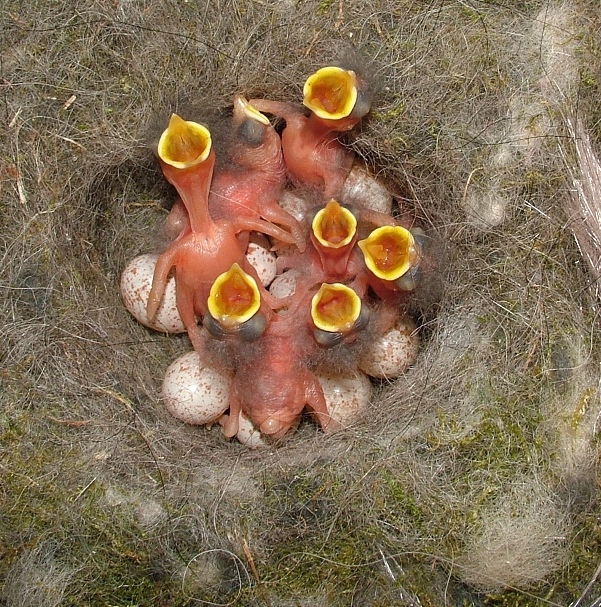
Líhnutí
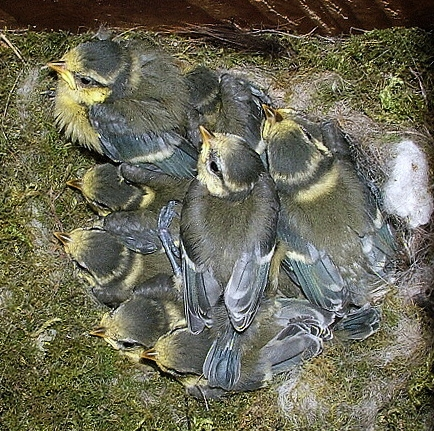
„Hotové“ sýkorky
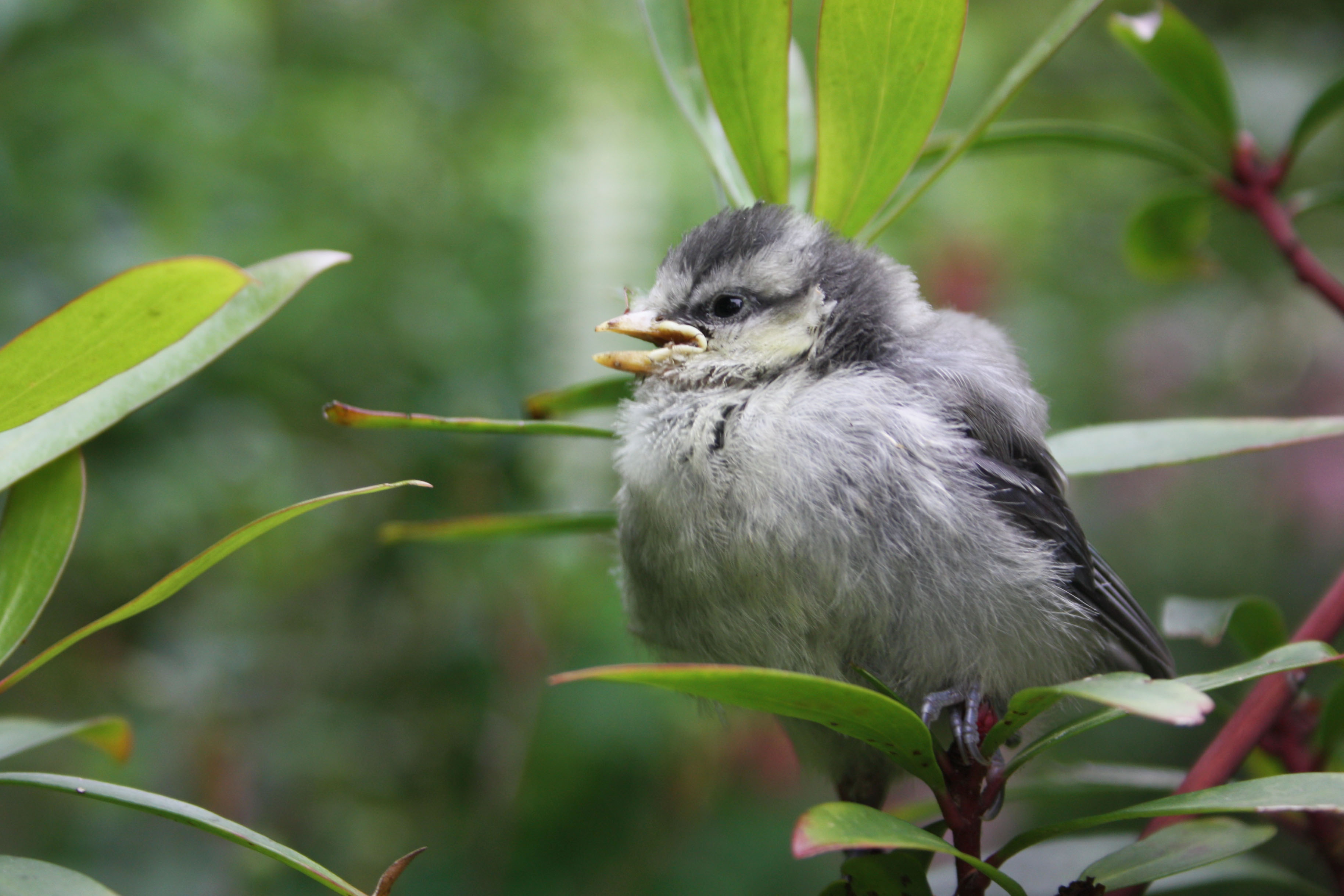
Mládě krátce po opuštění hnízda

## Potrava

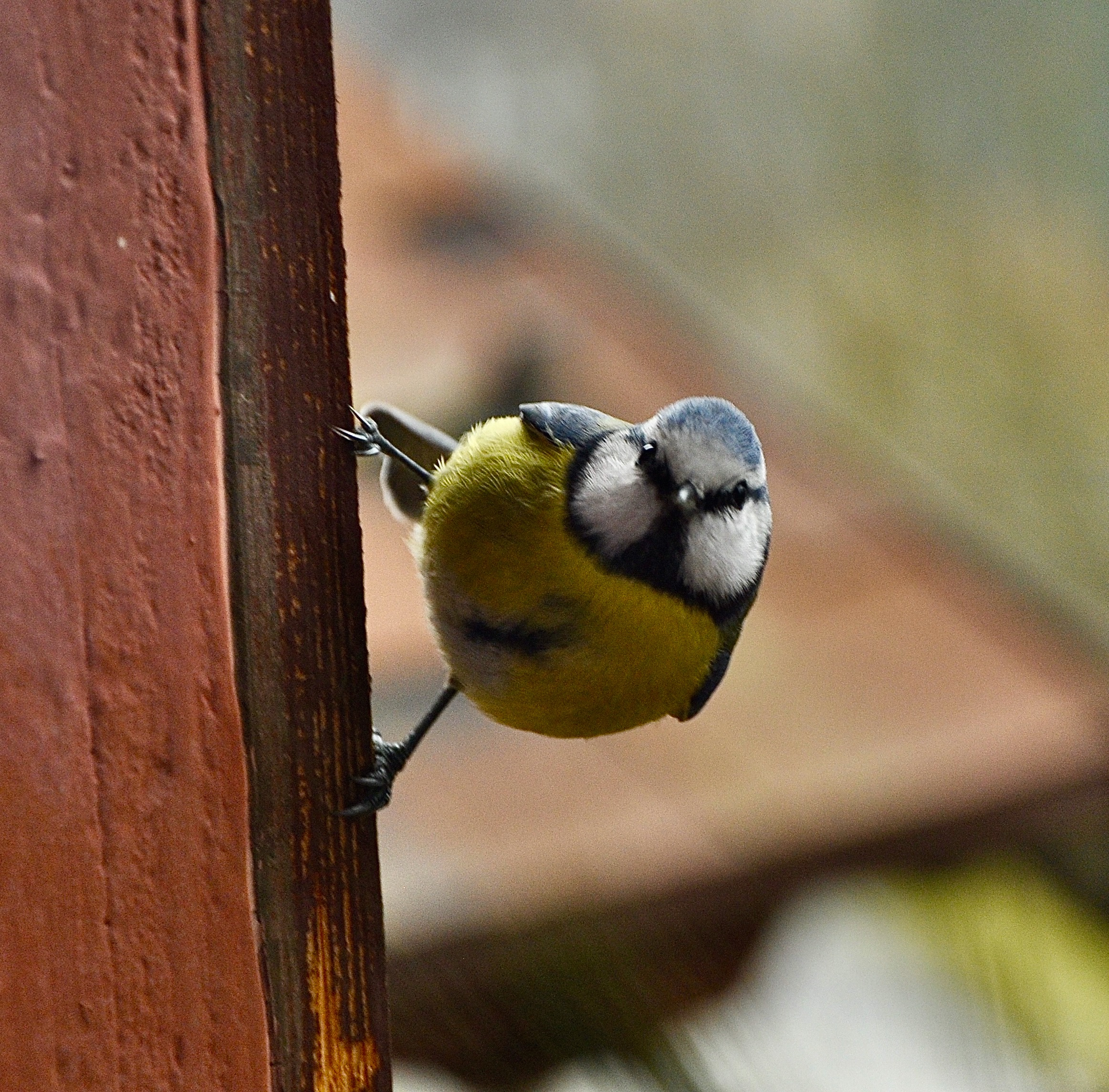
Sýkora modřinka na okně

Sýkora modřinka patří mezi cenné požírače rostlinných škůdců, jako jsou např. motýlí housenky, křísci nebo mšice, ačkoli na jaře oštipuje i mladé pupeny a listy stromů a vyhledává různá semena. V zimním období si na krmítku potravu ráda zpestří burskými oříšky nebo živočišným tukem. Dospělí ptáci se živí převážně motýly (až 76 %), stejnokřídlými (až 66 %), dvoukřídlými (až 36 %), blanokřídlými (až 34 %) a brouky (až 23 %), pravidelně požírají také pavouky. V potravě mláďat výrazně převažují housenky a dospělci motýlů (45–91 %) a méně jsou zastoupeni pavouci (4–30 %). Potravu sbírá hlavně za aktivního pohybu na stromech a keřích, méně na zemi a v zimě ve smíšených hejnech často na krmítkách. Při získávání potravy je velmi vynalézavá a adaptabilní, což dokazuje i skutečnost, že se v Anglii naučila rozklovávat hliníková víčka lahví s mlékem a sezobávat smetanu pod nimi.